# Prvenci
Prvenci so naselje v Občini Markovci.